# Alysicarpus
Alysicarpus é um género botânico pertencente à família Fabaceae.